# Green Light (Beyoncé)
Green Light è un singolo della cantante statunitense Beyoncé. Scritto dalla stessa Beyoncé, insieme a Sean Garrett e Pharrell per il secondo album da solista di Beyoncé B'Day del 2006. Coprodotto dai The Neptunes e Beyoncé, è stato estratto come quinto singolo in Regno Unito e settimo dall'album il 30 luglio 2007 dalla Columbia Records. Green Light è una canzone di genere R&B–funk che usa il sample della voce che canta "uh-oh-oh-oh-oh" che i critici musicali hanno considerato un flagrante rimando a Crazy in Love.
Green Light ha riscosso buoni responsi da parte dei critici musicali, che hanno esaltato il ritmo, la scanalatura e il tono adirato del brano. Il singolo ha ottenuto un modesto successo in classifica, raggiungendo il dodicesimo posto della Official Singles Chart, il quarantaseiesimo in Irlanda, mentre il suo remix dei Freemasons si è portato al diciottesimo posto nei Paesi Bassi. Il suo video musicale d'accompagnamento è stato diretto da Melina Matsoukas insieme alla stessa Beyoncé. È stato filmato sul modello del video musicale di Addicted to Love di Robert Palmer nel 1985. Beyoncé ha considerato il video, che è il suo secondo a presentare il suo gruppo femminile delle Suga Mama, il più duro della sua carriera.

## Antefatti
Dopo aver filmato Dreamgirls, in cui ha sostenuto il ruolo della protagonista, Beyoncé si è concessa una vacanza di un mese. Beyoncé si è messa in contatto con il cantautore e produttore statunitense Sean Garrett, con cui aveva collaborato nella sua carriera con le Destiny's Child e nel singolo Check on It del 2006.
Il brano è stato registrato nei Sony Music Studios a America negli USA. Nel mese di giugno 2006, Beyoncé portò con sé Tamara Coniff (della Billboard) nella sala di registrazione a New York. Qui le ha presentato alcuni brani incisi per il suo secondo album, tra cui Ring the Alarm e Freakum Dress, che furono citati come possibili secondi singoli, da lanciare solo negli Stati Uniti.

## Accoglienza
Green Light è stato accolto positivamente dalla critica specializzata. Eb Haynes da AllHipHop ha scritto che Green Light era sul "classico stile di Pharrell-Neptunes". Andy Kellman da AllMusic ha descritto il brano come "un numero ambizioso, lesto, che frusta continuamente ritmi e suoni". Spence D. da IGN ha affermato che Green Light "riporta le cose a uno pseudo materialismo. Insieme al ritmo leggermente più organico dei Neptunes". Ha colto inoltre che "l'increspatura del basso sembra parecchio familiare, come se fosse stata usata in qualche altro brano prodotto prima dai Neptunes". Jaime Gill da Yahoo! Music ha affermato che Green Light è "la cosa migliore che Pharrell e il suo gruppo abbiano fatto da lungo, lungo tempo".

## Video musicale
Il videoclip di Green Light prodotto per il brano, diretto da Melina Matsuokas, è ispirato al video di Addicted to Love di Robert Palmer. Compare anche il gruppo femminile di Beyoncé, le Suga Mama. Filmato nei primi mesi del 2007, è stato uno dei video realizzati in due settimane per il B'Day Anthology Video Album. Green Light è stato il terzo video portato a compimento durante le sessioni. Le altissime scarpe le hanno procurato dolorose veschiche ai piedi e le hanno inflitto spasmi muscolari causati dalle 18 ore di sessione.
Il video inizia con una ripresa diretta e dettagliata dell'occhio destro e del volto di Beyoncé, tutta truccata e vestita da leopardo; lei emula lo schermo con movenze da gatta-leopardo in stile puramente sexual. Intanto giunge un enorme gatto nero al cui dorso l'artista sale accarezzandogli il pelo fitto, dopo aver giocato con l'animale con un gomitolo rosa.
Poi la scena cambia con un oscuramento della camera, che si dissipa invece in un ambiente completamente bianco, dove la cantante s'esibisce in una ballo ritmico e lento, per poi essere ripresa da alcuni riquadri colorati. Un'altra Beyoncé striscia la schiena sul microfono e canta distesa sullo sfondo bianco, mentre intanto la si vede mora, tutta vestita d'un abito corto e succinto muovere alcuni passi e dimenandosi sui fianchi.
Un'altra scena la vede ritratta mentre suona vivace ed elettrizzata una chitarra, per poi spostarsi su una scena un po' più soft: Beyoncé è vestita d'un abito bianco che s'agita, mentre s'accavallano le immagini della ragazza nera che passa con movenze da gatta tra le gambe delle sue ballerine, ed un'altra che mostra l'altra donna mentre fende l'aria con due stoccate di gomito. Improvvisamente lei appare vestita tutta di nero con un corpetto che compatta il seno, mentre la nera esegue gli ulirmi passi di danza. Il video termina con Beyoncé vestita di bianco sullo sfondo omonimo, che china la testa aprendo di scatto le braccia.

## Classifiche
| Classifica (2007) | Posizione più alta |
| ----------------- | ------------------ |
| Europa            | 59                 |
| Irlanda           | 46                 |
| Paesi Bassi       | 20                 |
| Regno Unito       | 12                 |